# The Sea of Memories
The Sea of Memories è l'ottavo album dei Bush (il quinto registrato in studio), band inglese di rock alternativo.  È il primo album in studio della band in dieci anni, dopo Golden State del 2001, e il primo ad essere registrato con Chris Traynor e Corey Britz rispettivamente alla chitarra e al basso. Il titolo dell'album è tratto dalla canzone "Baby Come Home".

## Tracce
1. The Mirror of the Signs – 4:19
2. The Sound of Winter – 3:28
3. All My Life – 3:22
4. The Afterlife – 4:45
5. All Night Doctors – 4:17
6. Baby Come Home – 4:15
7. Red Light – 3:31
8. She's a Stallion – 4:36
9. I Believe in You – 3:11
10. Stand Up – 4:19
11. The Heart of the Matter – 4:22
12. Be Still My Love – 4:48
13. The Year of Danger (bonus track) – 4:37
14. Ghost (bonus track) – 4:54
15. Lay Down Your Guns (bonus track) – 4:12
16. The Sound of Winter (Junior Sanchez Remix) – 6:22
17. The Afterlife (Feat. Cecile, remix by Washroom & Bass Over Babylon) – 5:03
18. All Night Doctors (Remix by Renholdër) – 4:13

## Formazione
- Gavin Rossdale - chitarra, voce
- Chris Traynor - chitarra
- Robin Goodridge - batteria
- Corey Britz - basso